# Horatio Kitchener
Horatio Herbert Kitchener (24. června 1850 – 5. června 1916) byl britský maršál a politik.

## Život

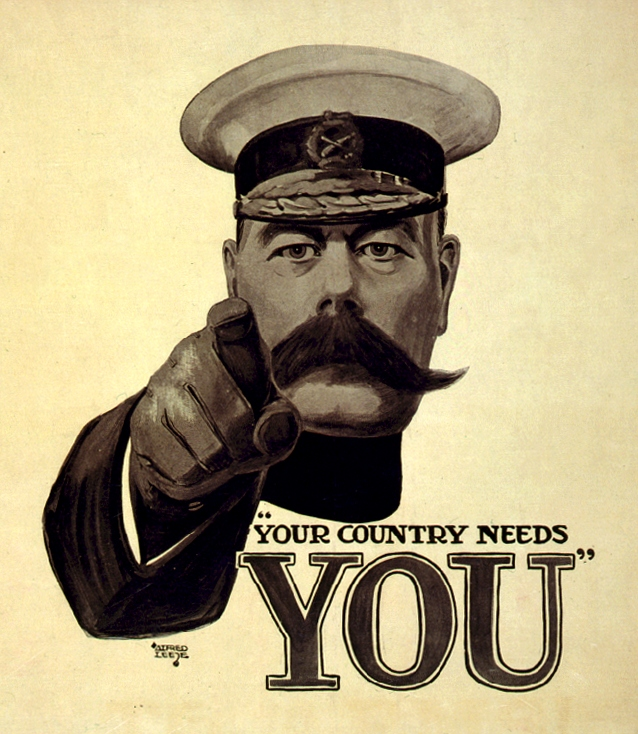
Vaše země vás potřebuje

Horatio Herbert Kitchener se narodil 24. června 1850 v Ballylongfordu v hrabství Kerry v Irsku v rodině anglického důstojníka.
Proslavil se jako velitel anglo-egyptské expedice do Súdánu (v průběhu Mahdího povstání), která vyvrcholila bitvou u Omdurmánu, v níž za pomoci moderních zbraní mahdistické jednotky zcela rozdrtil. Jeho dalším velkým tažením bylo tažení proti Búrům. Jako velitel britských vojsk v Jižní Africe Búry porazil, ale blamoval přitom sebe i celou Velkou Británii  používáním brutálních metod proti búrskému obyvatelstvu, které místy mělo až genocidní charakter. Do moderních dějin se tak zapsal především jako tvůrce systému koncentračních táborů. V červnu 1914 se stal 1. hrabětem Kitchenerem. Za první světové války byl ministrem války. 
Zaznamenal úspěchy v náboru vojáků do tzv. Nové armády. V kampani použil sugestivní plakát. 
Posléze však přešel v pozvolný pád. Kitchener se nedokázal přizpůsobit nové podobě války a tváří v tvář srovnatelnému protivníku se ukázalo, že jeho skutečné válečnické schopnosti nejsou tak dobré, jak se předpokládalo na základě jeho výsledků proti protivníkům podstatně slabším.
Jeho ministerské křeslo se začalo vážně kymácet na přelomu let 1915–1916, když začínalo být jasné, že bitva o Gallipoli, pro niž se Kitchener angažoval, neskončí dobře. Když se pak zhroutilo zásobování bojujících jednotek municí, Kitchener nabídl svoji rezignaci. Premiér ji odmítl, pravděpodobně ale pouze z propagandistických důvodů, protože zároveň zbavil Kitchenera dohledu nad válečným průmyslem a značně omezil i jeho zasahování do řízení bojových operací. Navíc byl vzápětí Kitchener vyslán na diplomatickou a poradenskou misi do Ruska, což mnoho lidí hodnotilo jako promyšlený krok, který ho měl dostat co nejdál od řízení britské armády. Sympatizoval s Masarykovým úsilím podpory tvorby samostatného státu pomocí vlastní armády (legií).
Kitchener opustil Anglii na křižníku HMS Hampshire, do Ruska však nikdy nedorazil. Jeho loď najela západně od Orknejí na minu a potopila se, tělo se nikdy nenalezlo.

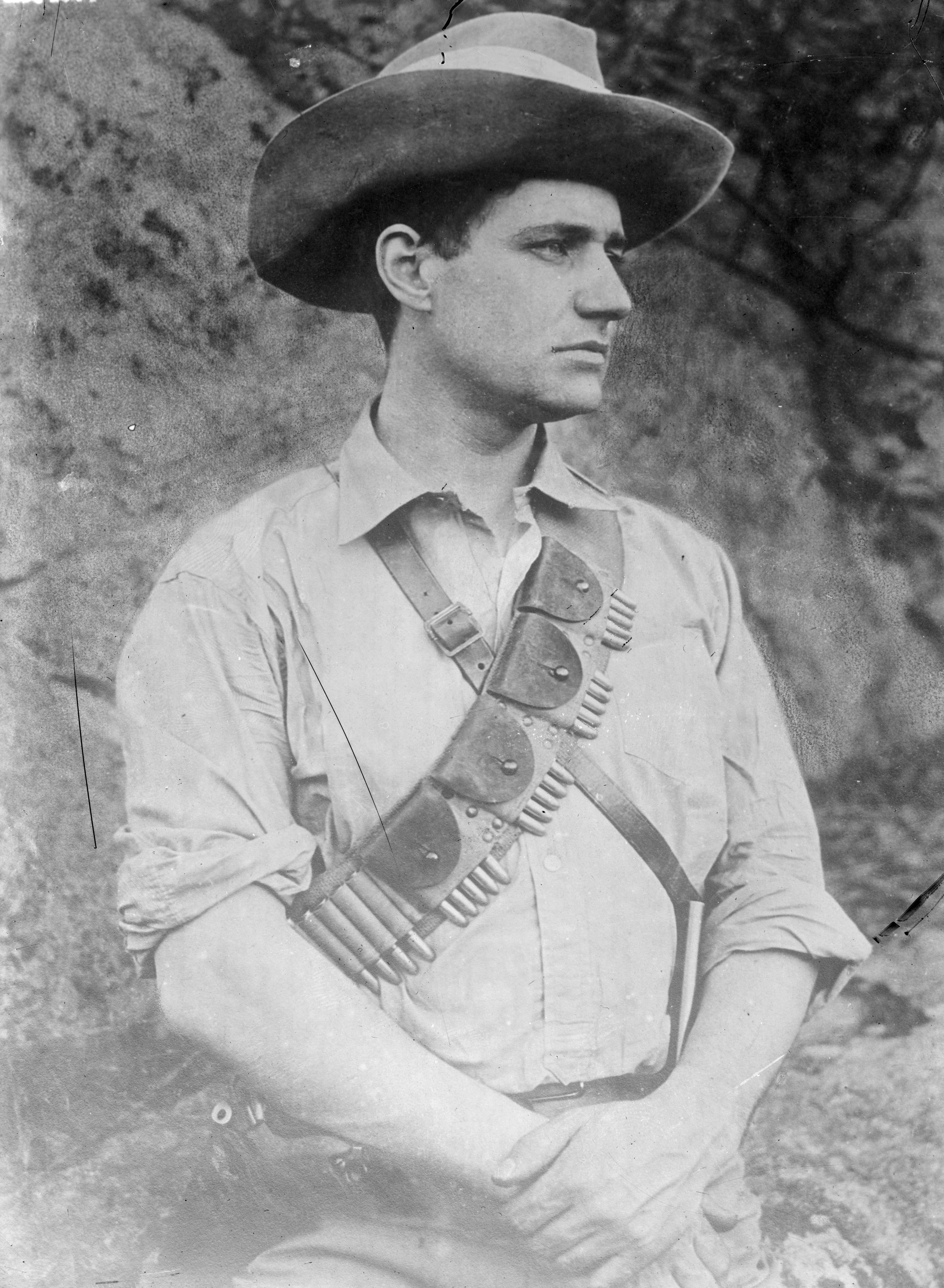
Frederick Joubert Duquesne

K nehodě se později přihlásil známý búrský voják a špión Frederick Joubert Duquesne, který podle svých slov nechal navést křižník na minu schválně. Jako motiv uvedl Kitchenerovo chování vůči Búrům.[zdroj?]

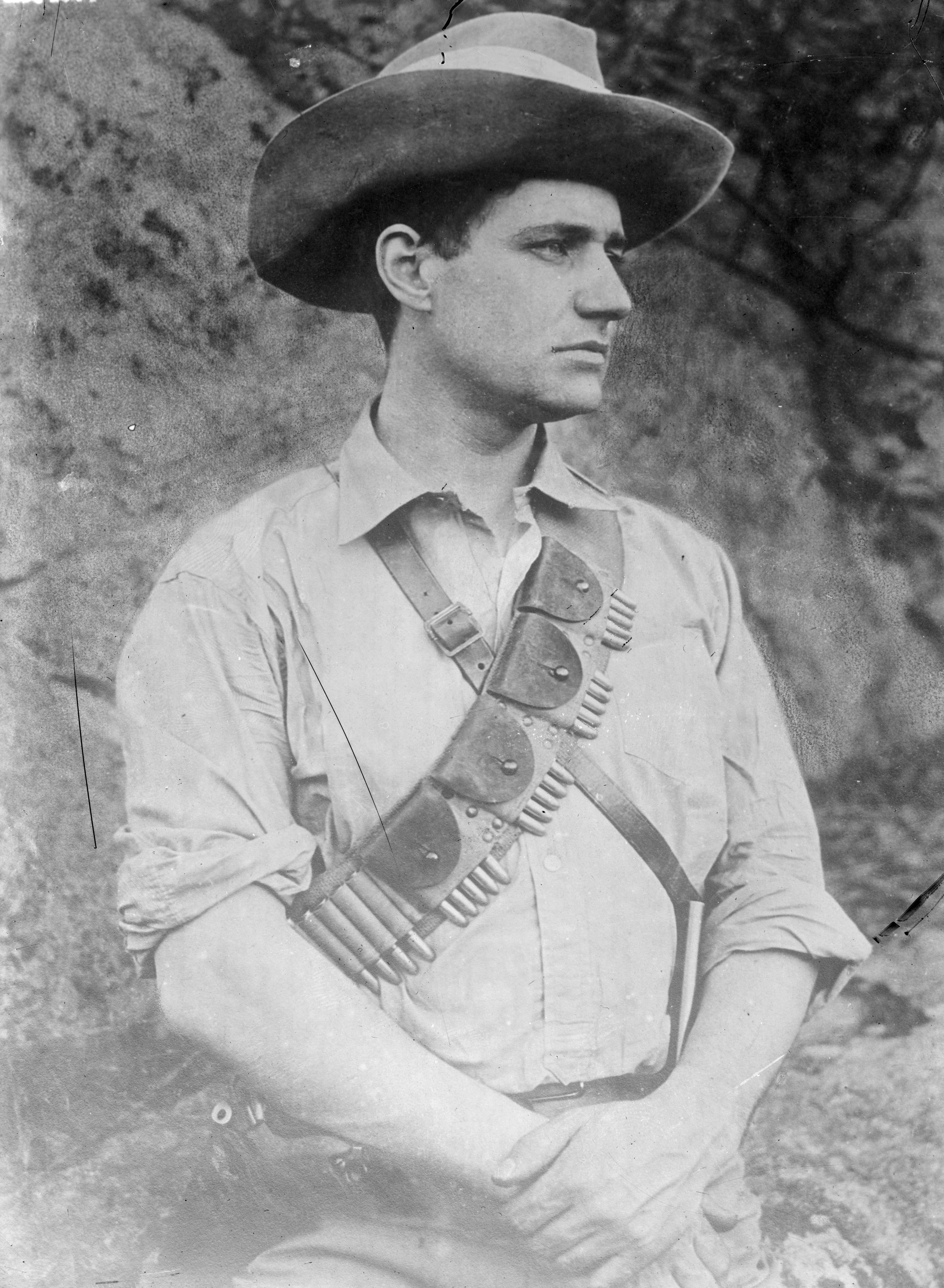